# Jarosław Zieliński (polityk)

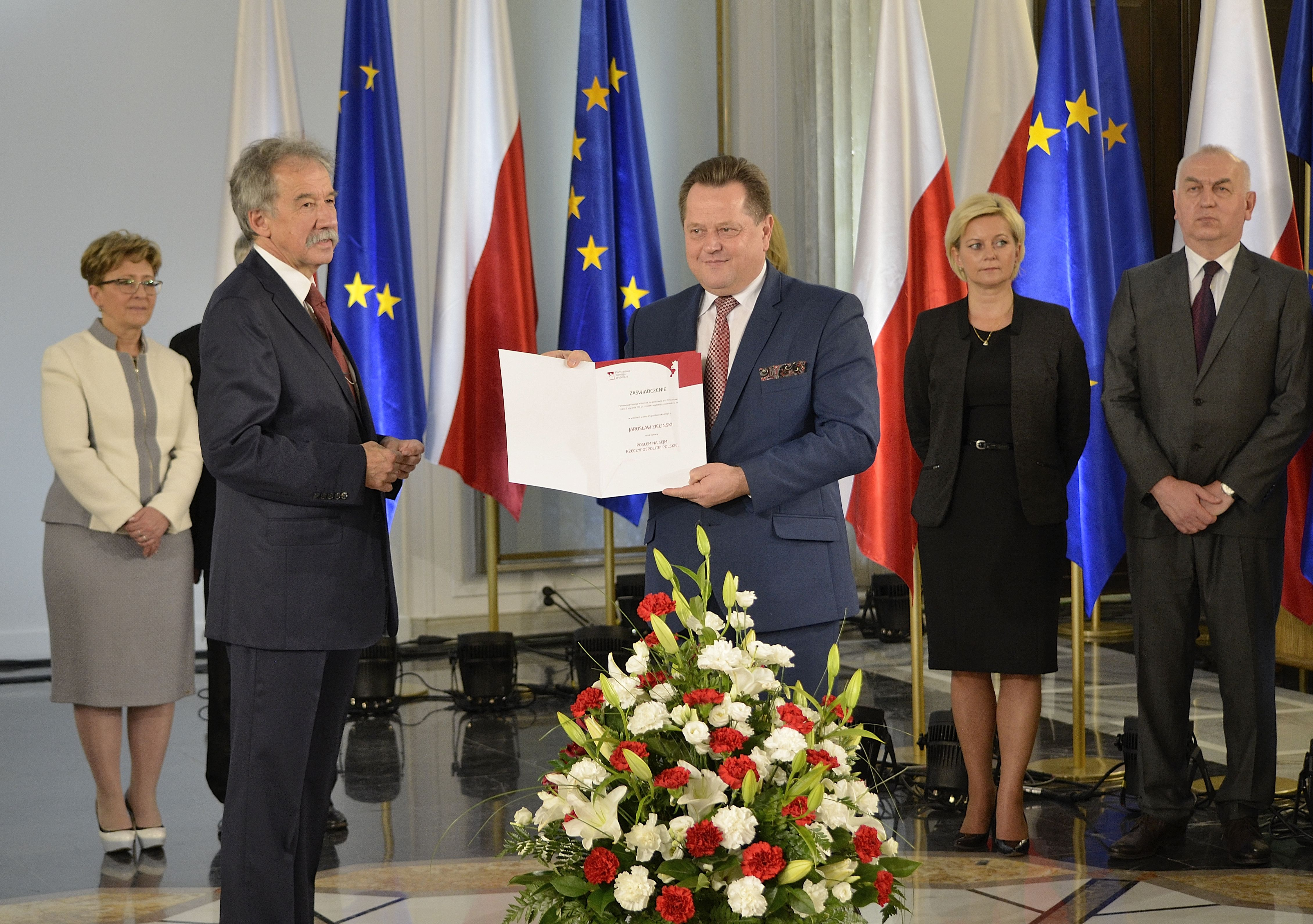
Jarosław Zieliński odbierający z rąk przewodniczącego Państwowej Komisji Wyborczej Wojciecha Hermelińskiego zaświadczenie o wyborze na posła VIII kadencji Sejmu (2015)

Jarosław Zieliński (ur. 20 września 1960 w Szwajcarii) – polski polityk i nauczyciel.
Poseł na Sejm IV, V, VI, VII, VIII, IX i X kadencji, sekretarz stanu w Ministerstwie Edukacji i Nauki (w latach 2005–2006) i Ministerstwie Spraw Wewnętrznych i Administracji (w latach 2006–2007 i 2015–2019).

## Życiorys
Syn Jana i Czesławy. W 1986 ukończył studia w zakresie filologii polskiej na Wydziale Humanistycznym Uniwersytetu Gdańskiego. Pracował jako nauczyciel: w 1986 w Zespole Szkół nr 2 w Suwałkach, w latach 1986–1987 w Zespole Szkół Samochodowych w Gdańsku, w latach 1987–1990 w V Liceum Ogólnokształcącym w Gdańsku, w latach 1995–1998 w Kolegium Nauczycielskim i Zespole Szkół nr 1 w Suwałkach. W latach 1998–2001 i 2002 był dyrektorem Kolegium Nauczycielskiego w Suwałkach. W latach 1990–1995 pełnił funkcję kuratora oświaty w Suwałkach, zaś w 2001 podlaskiego kuratora oświaty w Białymstoku.
W latach 1981–1986 należał do Niezależnego Zrzeszenia Studentów. W latach 1986–2005 był członkiem NSZZ „Solidarność”, od 1989 do 1990 kierował biurem ds. szkolenia Komisji Krajowej NSZZ „Solidarność” w Gdańsku.
W latach 1990–1994 i 1998–2003 zasiadał w radzie miejskiej w Suwałkach. W 1998 kierował Urzędem Rejonowym w Suwałkach. W latach 1992–2000 zasiadał w zarządzie głównym Porozumienia Centrum. W wyborach parlamentarnych w 1997 bez powodzenia ubiegał się o mandat poselski z listy Akcji Wyborczej Solidarność w województwie suwalskim (otrzymał 5391 głosów). W 2001 dołączył do Prawa i Sprawiedliwości, został członkiem zarządu głównego PiS i przewodniczącym partyjnej komisji etyki. W latach 2002–2004 pełnił funkcję burmistrza warszawskiej dzielnicy Śródmieście.
Bez powodzenia kandydował do Sejmu w wyborach parlamentarnych w 2001. Mandat posła IV kadencji objął 23 października 2003 w miejsce Krzysztofa Jurgiela (który został wybrany w wyborach uzupełniających do Senatu). Był wiceprzewodniczącym sejmowej Komisji Edukacji, Nauki i Młodzieży. W wyborach w 2005 ponownie uzyskał mandat poselski. W listopadzie 2005 powołano go na stanowisko sekretarza stanu w Ministerstwie Edukacji i Nauki, odwołano go w maju 2006 w związku ze złożoną przez niego rezygnacją. Od tegoż miesiąca do listopada 2007 był sekretarzem stanu w Ministerstwie Spraw Wewnętrznych i Administracji i pełnomocnikiem rządu do spraw samorządu terytorialnego. Od stycznia 2008 do czasu zlikwidowania tego stanowiska w październiku 2009 był sekretarzem generalnym PiS.
W wyborach parlamentarnych w 2007 po raz trzeci uzyskał mandat poselski, otrzymując 21 830 głosów. Objął funkcję wiceprzewodniczącego Komisji Administracji i Spraw Wewnętrznych. W 2011 kandydował w wyborach parlamentarnych z drugiego miejsca na liście komitetu wyborczego PiS w okręgu wyborczym nr 24 w Białymstoku i uzyskał mandat poselski. Oddano na niego 21 015 głosów (4,9% głosów oddanych w okręgu). W wyborach do Parlamentu Europejskiego w 2014 startował z listy Prawa i Sprawiedliwości w okręgu nr 3 (województwa podlaskie i warmińsko-mazurskie) i nie uzyskał mandatu posła, zdobywając 15 040 głosów.
W 2015 został ponownie wybrany do Sejmu, otrzymując 28 865 głosów. 18 listopada tegoż roku powołany na sekretarza stanu w MSWiA.
W 2018 policjanci z Suwałk za pośrednictwem mediów anonimowo zarzucili politykowi, że zrobił z suwalskiej policji „prywatny folwark”. Wymieniali m.in. całodobową ochronę jego domu, konieczność udawania funkcjonariuszy BOR na oficjalnych spotkaniach oraz upolitycznienie polityki kadrowej. Skargi te trafiły do posłanki Platformy Obywatelskiej Bożeny Kamińskiej, która skierowała w tej sprawie interpelację do ministra Joachima Brudzińskiego. Według przedstawicieli KGP wyniki przeprowadzonej kontroli nie potwierdziły informacji, by Jarosław Zieliński osobiście wydawał polecenia funkcjonariuszom. Nie ujawniono też zachowań mogących prowadzić do postępowań dyscyplinarnych wobec suwalskich policjantów, stwierdzono natomiast pewne uchybienia ze strony niektórych przełożonych.
W wyborach w 2019 Jarosław Zieliński z powodzeniem ubiegał się o poselską reelekcję, otrzymując 40 092 głosy. W listopadzie tego samego roku zakończył pełnienie funkcji wiceministra w MSWiA. W wyborach w 2023 został wybrany do Sejmu X kadencji (z wynikiem 20 812 głosów).

## Odznaczenia
Odznaczony Srebrnym Medalem „Za zasługi dla obronności kraju” (2007). W 2017 otrzymał Złotą Odznakę „Zasłużony dla Ochrony Przeciwpożarowej”.